# Clásica de San Sebastián 2010
Clásica de San Sebastián 2010 blev arrangeret 31. juli 2010 over 234 km og var den 30. udgave af løbet. I modsætning til tidligere årgange gik løbet over de to sidste stigninger (Jaizkibel og Arkale) to gange.
21 hold deltog med otte ryttere hver; de 18 Protour-hold og tre inviterede professionelle kontinentalhold: Cervélo TestTeam, Xacobeo Galicia og Andalucía-CajaSur.

## Resultater
|    | Rytter              | Hold               | Tid     |
| -- | ------------------- | ------------------ | ------- |
| 1  | Luis León Sánchez   | Caisse d'Epargne   | 5:47.13 |
| 2  | Aleksandr Vinokurov | Astana             | + 0.00  |
| 3  | Carlos Sastre       | Cervélo TestTeam   | + 0.00  |
| 4  | Haimar Zubeldia     | Team RadioShack    | + 0.34  |
| 5  | Joaquim Rodríguez   | Katusha            | + 0.37  |
| 6  | Ryder Hesjedal      | Garmin-Transitions | + 0.37  |
| 7  | Robert Gesink       | Rabobank           | + 0.37  |
| 8  | Nicolas Roche       | AG2R La Mondiale   | + 0.37  |
| 9  | Samuel Sánchez      | Euskaltel-Euskadi  | + 0.37  |
| 10 | Richie Porte        | Team Saxo Bank     | + 0.37  |

## Ekstern henvsining
- Officiel side